# اس‌ام یوسی-۵۴
اس‌ام یوسی-۵۴ (به انگلیسی: SM UC-54) یک زیردریایی است که طول آن ۱۷۲ فوت ۱۱ اینچ (۵۲٫۷۱ متر) می‌باشد. این زیردریایی در سال ۱۹۱۷ ساخته شد.